# Cegléd
Cegléd es una ciudad (en húngaro: "város") en el condado de Pest, en Hungría. Se encuentra entre los ríos Danubio y Tisza, al norte de Kiskunság, al oeste de Szolnok, la capital del condado; y a unos 70 km al sudeste de Budapest, la capital del país.
La zona ha estado habitada desde la Edad del Cobre. Cegléd fue mencionada por primera vez en el año 1290. 